# Monognathidae
Famille
Genre
Les Monognathidae sont une famille de poissons saccopharyngiformes. C'est une famille monotypique, qui ne contient que le genre Monognathus. Ce genre est constitué de 15 espèces.

## Liste des genres
Selon ITIS:
- genre Monognathus Bertin, 1936

## Liste des espèces
Selon ITIS et FishBase, le genre et la famille contiennent 15 espèces :
- genre Monognathus
  - Monognathus ahlstromi  Raju, 1974
  - Monognathus berteli  Nielsen & Hartel, 1996
  - Monognathus bertini  Bertelsen & Nielsen, 1987
  - Monognathus boehlkei  Bertelsen & Nielsen, 1987
  - Monognathus bruuni  Bertin, 1936
  - Monognathus herringi  Bertelsen & Nielsen, 1987
  - Monognathus isaacsi  Raju, 1974
  - Monognathus jesperseni  Bertin, 1936
  - Monognathus jesse  Raju, 1974
  - Monognathus nigeli  Bertelsen & Nielsen, 1987
  - Monognathus ozawai  Bertelsen & Nielsen, 1987
  - Monognathus rajui  Bertelsen & Nielsen, 1987
  - Monognathus rosenblatti  Bertelsen & Nielsen, 1987
  - Monognathus smithi  Bertelsen & Nielsen, 1987
  - Monognathus taningi  Bertin, 1936